# Neotheronia cherfasi
Neotheronia cherfasi là một loài tò vò trong họ Ichneumonidae.